# Concilio di Sirmio
Con «concilio di Sirmio» ci si riferisce a uno dei cinque concili episcopali che si tennero nella città di Sirmium nel 347, 351, 357, 358 e 375 o 378. I primi quattro concilii furono tenuti con il patronato dell'imperatore Costanzo II, il quale era molto interessato a ricomporre la frattura che dilaniava la Chiesa cristiana riguardo alle differenti posizioni cristologiche tra la fazione nicena e la fazione ariana. Il più importante di questi concili, il Terzo, segnò un momento di compromesso tra i vescovi ariani e i vescovi niceni di Occidente; almeno altri due concilii ebbero la funzione primaria di discutere questo contrasto.

## Controversia cristologica
Il nucleo della controversia che colpì la Chiesa cristiana nel corso del IV secolo riguardava la natura di Cristo e il rapporto del Figlio col Padre:
- secondo la dottrina dell'Arianesimo, formulata dal presbitero alessandrino Ario all'inizio del IV secolo, il Padre è singolarmente auto-esistente e immutabile: di conseguenza, Cristo non può essere Dio;
- gli avversari dell'Arianesimo, guidati da Atanasio di Alessandria, affermavano che tale dottrina riduceva Gesù a un semidio e dunque ricostituiva il politeismo, in quanto Gesù sarebbe stato comunque venerato. Inoltre, la posizione ariana sembrava minare il concetto di redenzione poiché secondo i suoi critici solo colui che era realmente Dio poteva operare una riconciliazione tra uomo e Dio.

Il primo concilio di Nicea, convocato dall'imperatore Costantino I nel 325, sembrava aver risolto la disputa, in quanto Ario e la sua posizione erano stati condannati, mentre era stato promulgato il credo niceno che affermava esplicitamente che il Figlio fosse «della stessa sostanza del Padre» (homoousion to Patri). Dopo il 325, però, i sostenitori dell'Arianesimo misero in atto una resistenza articolata per riabilitare le proprie posizioni e farle approvare all'interno della dottrina della Chiesa, e ciò portò a decenni di contrasti e di lotte.

## Primo concilio di Sirmio
Alla morte di Costantino I nel 337, il potere fu diviso tra i suoi figli; a partire dal 340 si consolidò una situazione in cui Costanzo II governava l'Oriente sostenendo la fazione ariana, mentre Costante I governava in Occidente favorendo la fazione nicena. Il concilio di Antiochia del 341 promulgò una professione di fede che escludeva l'homoousion; il concilio di Serdica del 342 non ottenne nessun risultato di rilievo.
Nel 347 Costanzo II era a Sirmio, e il vescovo della città, Fotino, era un oppositore dell'Arianesimo; Costanzo fece convenire un concilio per esaminare la sua posizione, ma la popolarità e il carisma di Fotino erano tali che non fu condannato.

## Secondo concilio di Sirmio
Nel 350 Costanzo divenne l'unico imperatore legittimo (anche se in Occidente regnava l'usurpatore Magnenzio), e questo portò a un rafforzamento delle posizioni ariane.
Nel 351 Costanzo presiedette al secondo concilio di Sirmio, in cui Basilio di Ancira, figura di rilievo della fazione dei semiariani (gli ariani moderati, che sostenevano che il Figlio fosse di «sostanza simile», homoiousios, al Padre), riuscì a far condannare e deporre Fotino con la duplice accusa di sabellianismo e adozionismo. Questo concilio portò anche alla stesura della Sesta confessione ariana, che era una versione espansa della Quarta confessione ariana ed era compatibile con la nuova forza ottenuta dalla posizione semiariana.

## Terzo concilio di Sirmio
Il concilio di Arles (353) e il concilio di Milano (355) portarono entrambi alla condanna di Atanasio, figura di spicco della posizione nicena, che nel 356 fu mandato in esilio per la terza volta.
Nel 357 fu convocato il terzo concilio di Sirmio, che segnò l'apice dell'influenza dell'arianesimo. La Settima confessione ariana (Seconda confessione di Sirmio) sosteneva che sia la posizione homoousios («della stessa sostanza») sia la posizione homoiousios («di sostanza simile») non fossero basate sulle Scritture e che il Padre fosse più grande del Figlio.
(Atanasio, De Synodis 28 (NPNF2 vol. 4, p. 466))

## Quarto concilio di Sirmio
Il concilio di Ancira del 358, presieduto dal vescovo Basilio, promulgò una formula che utilizzava il termine homoousios («della stessa sostanza»).
Il Quarto concilio di Sirmio, tenutosi anch'esso nel 358, propose un compromesso basato sull'ambiguità, in quanto sostenne una formula che definiva il Figlio homoios («simile») il Padre.